# 황혼의 신세미야
《황혼의 신세미야》(黄昏のシンセミア)는 아카베소프트2의 자매 브렌드인 아플리케가 발매/제작한 2010년 작 어덜트 게임이다.

## 줄거리
주인공, '미나가미 코우스케'는 친척 이모의 부탁을 받고 아르바이트를 하러 자신의 고향 마을에 간다...

## 등장인물
- 미나가미 코우스케 : 주인공. 사쿠야 루트에서는 남매 사이의 금단을 깨고 '러브호텔'에 가서 애정행각을 벌인다.
- 미나가미 사쿠야 : 친 여동생. 주인공과 애정을 느끼는 사이로 발전하기에 이른다.
- 이와나가 쇼코 : 주인공의 사촌 동생. 미량이지만 '푸른 광물'이 녹은 물을 마시게 되고는 열병에 시달리게 된다. 이후, 알 수 없는 '목소리'가 자신을 조종한다고 느낀다. 결국, 그녀의 루트에서는 코우스케와 함께 마을을 떠나 이곳 저곳으로 옮겨가 사는 것으로 끝난다.
- 카스카 이로하 : 주인공의 소꼽 친구. 그녀의 부모님은 '산동'과 불로 불사의 비밀을 조사하다가 행방 불명이 되었다. 이로하 루트에서는 주인공이 이 마을에서 이로하와 함께 지내는 것으로 종결된다.
- 긴코 : 산의 주인이자 선녀의 동생. 긴코 루트에서는 코우스케와 함께 도쿄에 가서 자식을 낳고, 비슷하게 전해 내려올지 모르는 산동을 처치하는 나날을 보낸다.

### 기타 조연
아래 인물들은 서브루트에 나오며 H신도 있다.
- 이와나기 사츠키 :
- 타카미 사치코 : 쇼코의 같은 반 친구. 할머니와 함께 '타카미 상점'이라는 구멍가게를 운영한다.
- 미나토 아카네 : 이 마을에 파견된 무녀.
- 아나카키 미사토 : 마을 내 학교의 선생.
- 이로하의 할머니 : 이로하에게 '산'의 사람이랑 친해져서는 안된다고 말한 인물.

### 설정 및 지명
- 산동 : 예전 이 마을에서 섬기던 재앙신.
- 푸른 광물 : 산동의 에너지 원.
- 미나키미무라 : 이 마을의 이름.

### 공통 루트
공통 루트인 '신세미야' 루트는 이 마을에 얽힌 한 전설을 말한다.
어느날 한 선녀는 자신들의 휴양지에서 인간들이 다 죽어가는 것을 목격하게 된다. 선녀는 인간을 도와 줄수 없었으나 그녀는 규칙을 어기고까지 인간들을 도와줌으로써, 인간들은 마을을 이루고 번성하며 선녀와 함께 행복하게 살아간다. 한편, 동생 뻘 되는 선녀는 언니가 어디론가 사라 진것을 알고는 대체용 날개옷을 들고는 지상에 내려오나 그녀는 이미 자식까지 낳은 상태였다. 당황한 동생은 빨리 올라오라며 재촉한다. 그녀는 이렇게 답한다. "사랑하는 아이들이 클 때까지..."
선녀랑 결혼했던 남자가 죽었다. 돌아갈 때가 되었음을 알게 된 선녀는 남자에게 '불로 불사의 깃옷'을 전해주게 된다. 100년 후, 그 선녀는 다시 마을로 돌아온다. 선녀의 고기를 먹으면 불로불사 할거라는 생각에 사로잡힌 마을 지도층은 그녀를 잡아서 사당 안에 가두어 버린다.
그 사당 안에서 선녀는 팔 다리가 썩어 들어가는 고통 속에서 미친다. 그러나 동생을 닮은 어떤 여성이 자신을 구한다. 동시에 자신이 사랑했던 그 남자는 깃옷을 노린 마을 지도층이 살해했음을 알게 된다. 이에 격분한 선녀는 저주가 담긴 피를 마을 호수에 뿌림으로써, 누군가가 미쳐버리거나 동물이 습격하는 수많은 일이 일어나기 시작했다...

이야기는 현대에 이르러 코우스케와 사쿠야가 1년 만에 미나카미무라에 도착함으로써 시작된다.

## 게임 시스템
이 게임은 루트를 표시할 때 플로우 차트를 이용하여 나타내며, 플레이어가 어느 루트나 회화에 해당되는 이정표에 커서를 가져갈시 간단한 동영상과 글로 표시한다.

## 제작진
- 음악 : Angel Note